# Minardi M191
Der Minardi M191 war ein Formel-1-Rennwagen, den Minardi 1991 in der Formel-1-Weltmeisterschaft einsetzte.

## Entwicklungsgeschichte und Technik

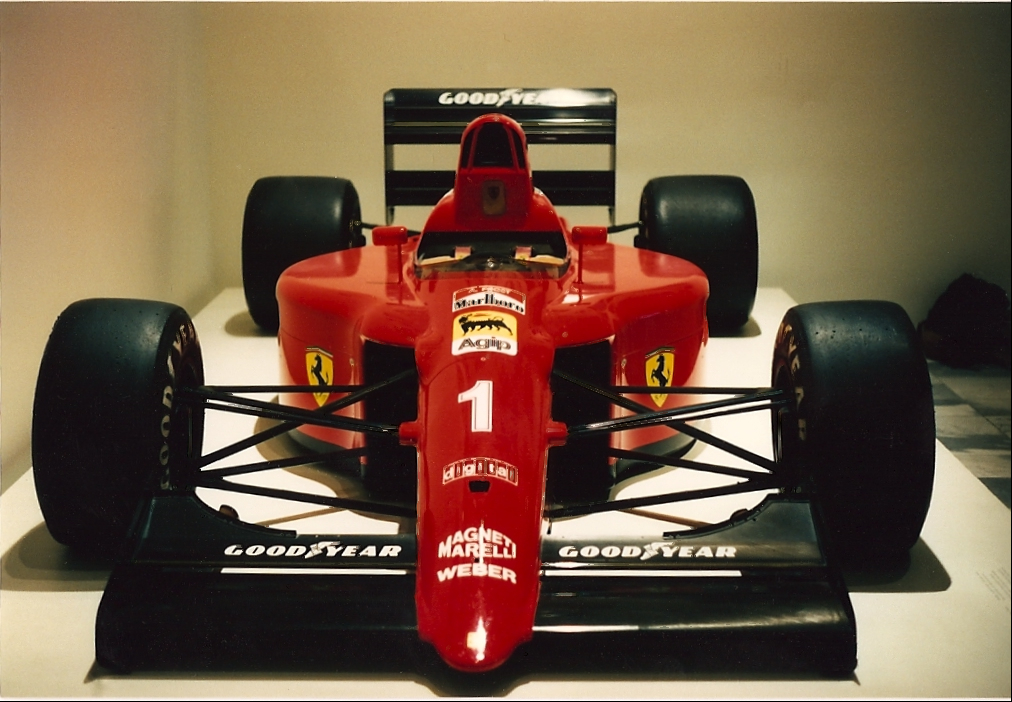
Der Ferrari 641 aus dem Jahr 1990; dieser Ferrari-Formel-1-Monoposto wurde von einem 3,5-Liter-V12-Motor angetrieben, der Mitte der Saison im M191 Verwendung fand

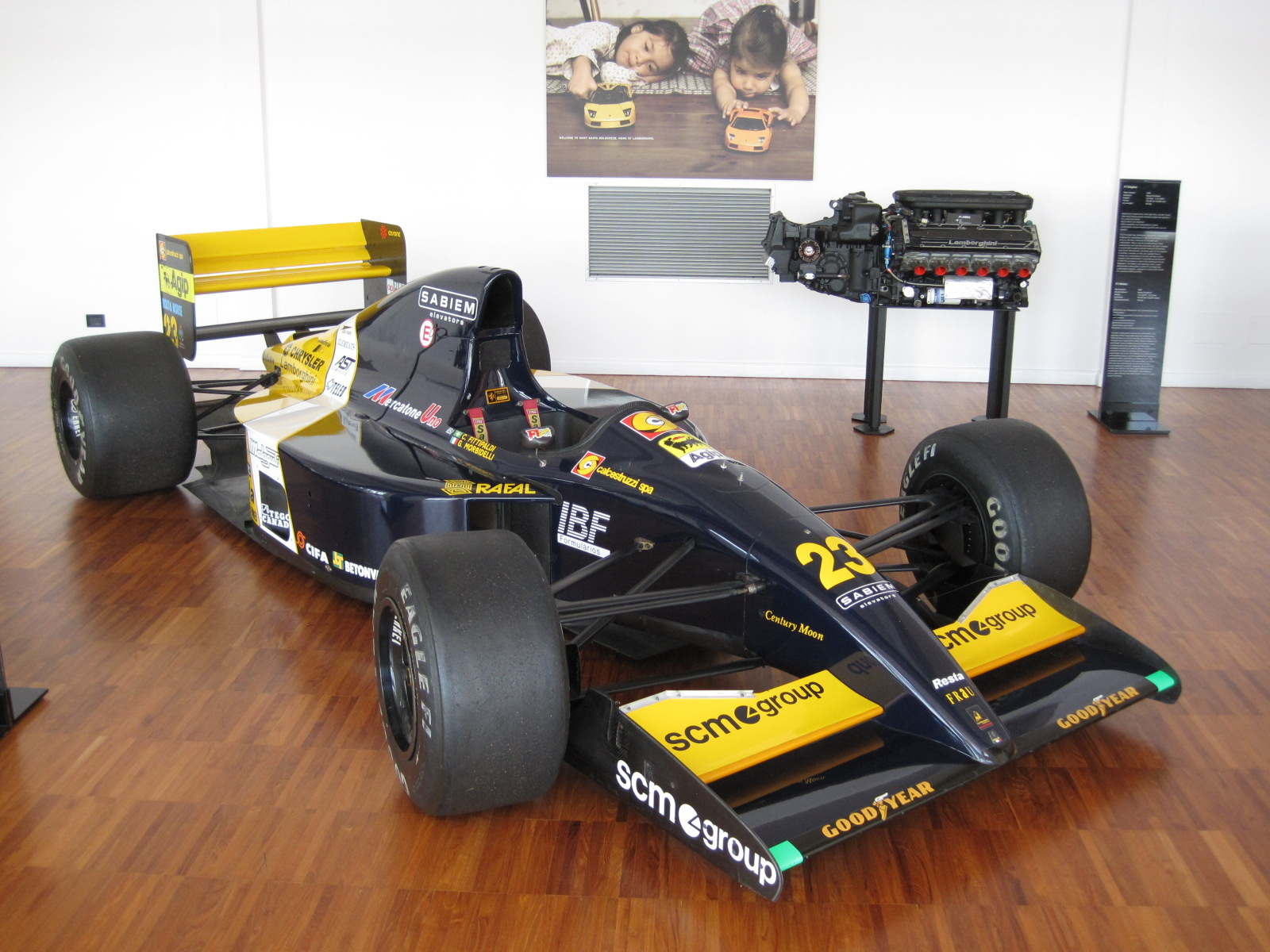
Der Minardi M191L aus dem Jahr 1992; der M191L war fast baugleich mit dem M191, das L stand für den 12-Zylinder-Lamborghini-Motor

Das Team von Giancarlo Minardi, Minardi, war seit der Saison 1985 in der Formel 1 aktiv. Im Winter 1990/1991 präsentierte es den Medien einen Motorenvertrag mit der Scuderia Ferrari. Für die Scuderia war das ein ungewöhnlicher Schritt, da die Formel-1-Rennmotoren bis dahin ausschließlich der Werksmannschaft vorbehalten waren. Eine Ausnahme bildete hier lediglich der Thinwall Special von Tony Vandervell in den 1950er-Jahren.
Ferrari lieferte vorerst V12-Motoren der Baureihe 036, die 1989 im Ferrari 640 zum Einsatz kamen. Mitte des Jahres wurden diese 3,5-Liter-Motoren durch die leistungsstärkere 037-Variante aus dem Ferrari 641 ersetzt, mit dem die Scuderia die Formel-1-Saison 1990 bestritten hatte. Um die Ferrari-Motoren aufnehmen zu können, musste Aldo Costa ein komplett neues Chassis entwickeln. Ein Problem war die Finanzierung des Ferrari-Projekts. Minardi musste, um wettbewerbsfähig zu sein, die technische Ausrüstung verbessern und zusätzliches Personal einstellen. Schließlich waren mit dem Einsatz des Motors hohe Zahlungen an Ferrari verbunden.
In der Saison 1992 trat Minardi mit Zwölfzylindermotoren von Lamborghini an. Für die ersten Rennen des Jahres baute Minardi drei oder vier M191-Chassis für die Aufnahme des Lamborghini-Motors um. Sie erhielten die Bezeichnungen M191B und M191L und dienten als Übergangsfahrzeuge, bis der komplett neu entwickelte M192 einsatzbereit war.

## Produktion
Minardi baute insgesamt sechs Chassis vom Typ M191. Davon kamen allerdings nur fünf zu einem Renneinsatz. Das Chassis M191/2 wurde nicht vollständig zusammengebaut.

## Renngeschichte
Das Renndebüt gab der M191 beim Großen Preis der USA 1991. Ausgefahren wurde der US-Grand-Prix in diesem Jahr auf dem Straßenkurs Phoenix Street Circuit in Phoenix, der Hauptstadt des US-Bundesstaats Arizona. Auf dem Phoenix Street Circuit fand 1991 zum dritten und letzten Mal ein Weltmeisterschaftslauf der Formel 1 statt. Gemeldet wurden zwei Fahrzeuge mit den Startnummern 23 und 24, die von Pierluigi Martini und Gianni Morbidelli gefahren wurden. 34 Meldungen wurden insgesamt abgegeben, wobei vier Fahrzeuge in die Vorqualifikation mussten, da nur 30 am eigentlichen Training teilnehmen durften. Im Qualifikationstraining erzielten die beiden Minardi-Piloten die Ränge 15 (Martini) und 26 (Morbidelli). Morbidelli war dabei um 1,3 Sekunden langsamer als sein Teamkollege. Im Rennen fielen beide Fahrzeuge aus. Morbidelli hatte nach 15 Runden einen Getriebeschaden und Martini nach 75 einen Motorschaden, wurde aber mit einem Rückstand von sechs Runden auf den Sieger Ayrton Senna im McLaren MP4/6 als Neunter gewertet.
Beim zweiten Saisonrennen, dem Großen Preis von Brasilien, gingen die Minardi vom 20. und 21. Startplatz aus ins Rennen. Diesmal fehlten Morbidelli nur knapp vier Zehntel auf seinen Teamkollegen. Während Morbidelli im Rennen den achten Rang erreichte, schied Martini nach einem Dreher aus.
Beim Großen Preis von San Marino konnte Minardi endlich das Potential des Rennwagens zeigen. Nach den Startplätzen acht (Morbidelli) und neun (Martini) erreichte Martini im Rennen den vierten Rang und damit die beste Platzierung des Jahres.
Trotz einiger Erfolge blieb die Saison weit hinter den Erwartungen der Teamverantwortlichen zurück. Der M191 erwies sich als schnell, war aber wie viele Minardi-Modelle der Jahre davor technisch nicht ganz ausgereift. Es gab beständig Probleme mit der Elektronik. Größte Schwachstelle war jedoch das Getriebe, das Minardi selbst entwickelt hatte und schlecht mit den Ferrari-Motoren harmonierte.
Erst beim Großen Preis von Portugal im September 1991 konnte Martini mit einem weiteren vierten Rang eine Spitzenplatzierung erzielen. Am Ende des Jahres erreichte Minardi mit dem siebten Rang in der Konstrukteursmeisterschaft die bisher beste Platzierung in diesem Wettbewerb. Allerdings reichte dafür bereits die Ausbeute von sechs Punkten aus.

## Ergebnisse
| Fahrer                          | Nr.                             | 1   | 2   | 3   | 4   | 5   | 6   | 7   | 8  | 9   | 10  | 11  | 12  | 13 | 14 | 15  | 16  | Punkte | Rang |
| ------------------------------- | ------------------------------- | --- | --- | --- | --- | --- | --- | --- | -- | --- | --- | --- | --- | -- | -- | --- | --- | ------ | ---- |
| Formel-1-Weltmeisterschaft 1991 | Formel-1-Weltmeisterschaft 1991 |     |     |     |     |     |     |     |    |     |     |     |     |    |    |     |     | 6      | 7.   |
| P. Martini                      | 23                              | 9   | DNF | 4   | 12  | 7   | DNF | 9   | 9  | DNF | DNF | 12  | DNF | 4  | 13 | DNF | DNF | 6      | 7.   |
| G. Morbidelli                   | 24                              | DNF | 8   | DNF | DNF | DNF | 7   | DNF | 11 | DNF | 13  | DNF | 9   | 9  | 14 | DNF |     | 6      | 7.   |
| R. Moreno                       | 24                              |     |     |     |     |     |     |     |    |     |     |     |     |    |    |     | 16  | 6      | 7.   |

| Legende  | Legende            | Legende                                                          |
| Farbe    | Abkürzung          | Bedeutung                                                        |
| -------- | ------------------ | ---------------------------------------------------------------- |
| Gold     | –                  | Sieg                                                             |
| Silber   | –                  | 2. Platz                                                         |
| Bronze   | –                  | 3. Platz                                                         |
| Grün     | –                  | Platzierung in den Punkten                                       |
| Blau     | –                  | Klassifiziert außerhalb der Punkteränge                          |
| Violett  | DNF                | Rennen nicht beendet (did not finish)                            |
| Violett  | NC                 | nicht klassifiziert (not classified)                             |
| Rot      | DNQ                | nicht qualifiziert (did not qualify)                             |
| Rot      | DNPQ               | in Vorqualifikation gescheitert (did not pre-qualify)            |
| Schwarz  | DSQ                | disqualifiziert (disqualified)                                   |
| Weiß     | DNS                | nicht am Start (did not start)                                   |
| Weiß     | WD                 | zurückgezogen (withdrawn)                                        |
| Hellblau | PO                 | nur am Training teilgenommen (practiced only)                    |
| Hellblau | TD                 | Freitags-Testfahrer (test driver)                                |
| ohne     | DNP                | nicht am Training teilgenommen (did not practice)                |
| ohne     | INJ                | verletzt oder krank (injured)                                    |
| ohne     | EX                 | ausgeschlossen (excluded)                                        |
| ohne     | DNA                | nicht erschienen (did not arrive)                                |
| ohne     | C                  | Rennen abgesagt (cancelled)                                      |
| ohne     | keine WM-Teilnahme |                                                                  |
| sonstige | P/fett             | Pole-Position                                                    |
| sonstige | 1/2/3/4/5/6/7/8    | Punktplatzierung im Sprint-/Qualifikationsrennen                 |
| sonstige | SR/kursiv          | Schnellste Rennrunde                                             |
| sonstige | *                  | nicht im Ziel, aufgrund der zurückgelegten Distanz aber gewertet |
| sonstige | ()                 | Streichresultate                                                 |
| sonstige | unterstrichen      | Führender in der Gesamtwertung                                   |